# Mountmellick
Mountmellick (Irsk: Móinteach Mílic) er en irsk by i County Laois i provinsen Leinster, i den centrale del af Republikken Irland med en befolkning (inkl. opland) på 4.069 indb i 2006 (3.361 i 2002)